# Novato del Año de la SPB
El premio Novato del Año es un galardón otorgado cada año al jugador más sobresaliente en la Superliga Profesional de Baloncesto (SPB). Desde 1974, este reconocimiento es acreditado por la Comisión Técnica tras la votación realizada entre los 10 equipos del circuito, Leonardo Rodríguez, asesor especial de la Liga, y el propio órgano colegiado, tal como lo establece el Reglamento General de la LPB. El primero en recibirlo fue Gustavo Martínez de los Colosos de Carabobo.
Los jugadores de Toros de Aragua han sido los que más veces han ganado el premio, con un total de siete (7), desde que David Díaz consiguiera el primero en 1982 —cuando el equipo tenía el nombre de Taurinos—. A su vez, Toros ha sido el único equipo en lograr más de un back-to-back, tras conseguirlo con José Colmenares y Almiro Coello (1988-89), y Edson Tovar y Christian Gutiérrez (2022-23).
Por su parte, los miembros de Gaiteros del Zulia han sido los que más veces han ganado el premio de forma consecutiva, habiendo logrado tres galardones entre 1999 y 2001.
Motivado a la fusión de la LPB y de la SLB, la junta directiva acordó unificar todas las estadísticas, récords y campeonatos del baloncesto profesional venezolano: Liga Especial, Liga Profesional de Baloncesto, Superliga de Baloncesto, Copa LPB y Copa Superliga.

## Lista de ganadores al premio
| Temporada | Jugador                         | Equipo                          |
| --------- | ------------------------------- | ------------------------------- |
| 1974      | Gustavo Martínez                | Colosos de Carabobo             |
| 1975      | Henry Linares                   | Colosos de Carabobo (2)         |
| 1976      | Freddy Arias                    | Millonarios de Miranda          |
| 1977      | Silverio Leal                   | Legisladores de Carabobo (3)    |
| 1978      | Alexis Rada                     | Guaiqueríes de Margarita        |
| 1979      | Juan Meza                       | Legisladores de Carabobo (4)    |
| 1980      | Armando Palacios                | Beverly Hills                   |
| 1981      | Nelson Solórzano                | Beverly Hills (2)               |
| 1982      | David Díaz                      | Taurinos de Aragua              |
| 1983      | Felice Parisi                   | Gaiteros del Zulia              |
| 1984      | Carl Herrera                    | Bravos de Portuguesa            |
| 1985      | José Luis Fernández             | Guaiqueríes de Margarita (2)    |
| 1986      | Allison García                  | Trotamundos de Carabobo         |
| 1987      | Manuel Méndes                   | Bravos de Portuguesa (2)        |
| 1988      | José Colmenares                 | Toros de Aragua (2)             |
| 1989      | Almiro Coello                   | Toros de Aragua (3)             |
| 1990      | Gabriel Botálico                | Marinos de Oriente              |
| 1991      | José Luis Ramos                 | Marinos de Oriente (2)          |
| 1992      | Carlos Villasmil                | Trotamundos de Carabobo (2)     |
| 1993      | Eduardo Crespo                  | Trotamundos de Carabobo (3)     |
| 1994      | Richard Lugo                    | Panteras de Miranda             |
| 1995      | Diego Guevara                   | Trotamundos de Carabobo (4)     |
| 1996      | Cruz Salcedo                    | Guaiqueríes de Margarita (3)    |
| 1997      | Ernesto Reyes                   | Bravos de Lara                  |
| 1998      | Óscar Torres                    | Marinos de Oriente (3)          |
| 1999      | Elvis Sánchez                   | Gaiteros del Zulia (2)          |
| 2000      | Carlos Estaba                   | Gaiteros del Zulia (3)          |
| 2001      | Rafael Guevara                  | Gaiteros del Zulia (4)          |
| 2002      | Leonardo Cappare                | Toros de Aragua (4)             |
| 2003      | Lorenzo Williams                | Marinos de Oriente (4)          |
| 2004      | Carlos Cedeño                   | Guaiqueríes de Margarita (4)    |
| 2005      | Miguel Marriaga                 | Gaiteros del Zulia (5)          |
| 2006      | Gregory Vargas                  | Panteras de Miranda (2)         |
| 2007      | Desierto                        | Desierto                        |
| 2008      | Heissler Guillent               | Guaros de Lara                  |
| 2009      | Jesús Urbina                    | Toros de Aragua (5)             |
| 2010      | Tulio Cobos                     | Guaiqueríes de Margarita (5)    |
| 2011      | David Cubillán                  | Trotamundos de Carabobo (5)     |
| 2012      | Harold Cazorla                  | Gigantes de Guayana             |
| 2013      | Jhornan Zamora                  | Trotamundos de Carabobo (6)     |
| 2014      | Abrouse Acosta                  | Panteras de Miranda (3)         |
| 2015      | Gregory Echenique               | Guaros de Lara (2)              |
| 2015-16   | Emiro Hernández                 | Bucaneros de La Guaira          |
| 2017      | Desierto                        | Desierto                        |
| 2018      | Luis Rubianes                   | Cocodrilos de Caracas           |
| 2019      | No se entregó de manera oficial | No se entregó de manera oficial |
| 2020      | No se entregó de manera oficial | No se entregó de manera oficial |
| 2021-I    | Wilklerman Gómez                | Supersónicos de Miranda         |
| 2021-II   | Yeferson Guerra                 | Supersónicos de Miranda (2)     |
| 2022      | Edson Tovar                     | Toros de Aragua (6)             |
| 2023      | Christians Gutiérrez            | Toros de Aragua (7)             |
| 2024      | Carlos Lemus                    | Marinos de Oriente (5)          |
| 2025      | Carlos Páez                     | Brillantes del Zulia            |